# بوبي مايرز
بوبي مايرز (بالإنجليزية: Bobby Myers) هو سائق سباق أمريكي، ولد في 27 يونيو 1927 في وينستون-سالم في الولايات المتحدة، وتوفي في 2 سبتمبر 1957 في داريلنغتون في الولايات المتحدة.

## وصلات خارجية
- بوبي مايرز على موقع Racing-Reference.info (الإنجليزية)